# Министерство семей, жилищного строительства, государственной службы и по делам коренного населения Австралии
Министерство семей, жилищного строительства, государственной службы и по делам коренного населения Австралии является федеральным министерством правительства. Его главный офис находится в Южной Канберре в пригороде Гринуэй. Его роль заключается в разработке социальной политики и поддержке пострадавших членов австралийского общества и жизни австралийских семей. Управление координации политики в отношении коренного населения является частью политики министерства. Министерство предлагает льготы и программы, для следующих целевых групп:
- Семьи и дети
- Молодежь и студенты
- Люди с ограниченными возможностями
- Опекуны
- Престарелые
- Люди без постоянного места жительства или те, кто рискует стать таковыми
- Коренное население

## Главы министерства
- Нынешний министр  семей, жилищного строительства, государственной службы и по делам коренного населения Дженни Маклин
- Нынешний министр по вопросам социального жилья и беспризорности Марк Арбиб
- Нынешний министр по положению женщин Кейт Эллис
- Нынешний парламентский секретарь по делам инвалидов и лиц, осуществляющих уход, сенатор Ян Мак Лукас
- Нынешний парламентский секретарь по государственной службе Джули Коллинз